# Tranvia di Schöneiche e Rüdersdorf
La tranvia di Schöneiche e Rüdersdorf (in tedesco Schöneicher-Rüdersdorfer Straßenbahn) è una linea tranviaria interurbana a scartamento metrico che collega il centro abitato di Rüdersdorf alla stazione di Friedrichshagen della S-Bahn berlinese, passando per Schöneiche.

È gestita dalla società Schöneicher-Rüdersdorfer Straßenbahn GmbH (SRS), integrata nel consorzio trasportistico Verkehrsverbund Berlin-Brandenburg (VBB). Nel consorzio è indicata con il numero di linea 88.

## Percorso
| Straight track |

| Unknown route-map component "SHST" | Urban head station |

| One way rightward | Urban straight track |

|  | Urban stop on track |

|  | Urban stop on track |

|  | Urban stop on track |

|  | Urban stop on track |

| Unknown route-map component "uKDSTaq" | Unknown route-map component "uABZgr+r" |

|  | Urban stop on track |

|  | Urban stop on track |

|  | Urban stop on track |

|  | Urban stop on track |

|  | Urban stop on track |

|  | Urban stop on track |

|  | Urban stop on track |

|  | Urban stop on track |

|  | Unknown route-map component "uSKRZ-Au" |

|  | Urban stop on track |

|  | Urban stop on track |

|  | Urban stop on track |

|  | Unknown route-map component "ueHST" |

| Unknown route-map component "uSTR+l" | Unknown route-map component "uxABZgr" |

| Urban straight track | Unknown route-map component "uexHST" |

| Urban straight track | Unknown route-map component "uexKBHFe" |

| Urban stop on track |

| Urban stop on track |

| Urban stop on track |

| Urban End station |

## Storia
La tranvia fu realizzata per consentire collegamenti rapidi fra Berlino (raggiungibile tramite S-Bahn) e le nuove aree, destinate all'espansione residenziale, di Schöneiche e Rüdersdorf. Un esempio analogo di positivo coordinamento fra infrastrutture di trasporto ed espansione edilizia è dato dalla limitrofa, e contemporanea, tranvia di Woltersdorf.
La costruzione durò pochi mesi; la linea fu aperta al traffico il 28 agosto 1910 fino a Schöneiche, e il 5 novembre 1912 nella sua interezza, fino a Rüdersdorf. Inizialmente era a binario unico e non elettrificata (esercita con vetture a benzina); l'elettrificazione fu attivata nel 1914, permettendo un aumento della frequenza delle corse, e il parziale raddoppio negli anni trenta. Dopo la seconda guerra mondiale, con la fondazione della Repubblica Democratica Tedesca, la linea fu nazionalizzata.
Nel 1977 fu abbandonato l'originario capolinea di Karl-Marx-Platz a Rüdersdorf, in favore di un prolungamento verso sud, fino ad Alt-Rüdersdorf. Dopo la riunificazione tedesca la tranvia tornò ad essere privatizzata; la linea è ancor oggi un mezzo di trasporto pubblico molto frequentato.